# 人民广场站 (大连市)
人民广场站位于辽宁省大连市西岗区，是大连地铁2号线的一个车站，于2015年5月22日随二号线一期开通运营而启用。

## 位置
人民广场站位于西岗区中山路与长春路交汇口，车站主体结构沿中山路地下布置。

## 结构
人民广场站为岛式站台地下站。人民广场站长184米，站台宽度10米。
| B1 | 站厅层                                     | 站厅、自动售票机                      |
| B2 | 轨道                                       | ← █ 2号线列车往联合路（大连北站方向） |
| B2 | 岛式站台，列车运行方向左侧的车门将会被打开 |                                       |
| B2 | 轨道                                       | █ 2号线列车往一二九街（海之韵方向）→  |

## 出入口
人民广场站共设有四个出入口，其中A及B出入口位于中山路南侧，C及D出入口位于中山路北侧，无障碍电梯设置于D出入口。
| 出口编号 | 出口指示 | 建议前往的目的地                                                                           |
| -------- | -------- | ------------------------------------------------------------------------------------------ |
| 出口 · A |          | 中山路、星海商城、奥林匹克广场、沃尔玛奥林匹克广场店、盒马鲜生西岗店、大连恒隆广场、五四路 |
| 出口 · B |          | 长春路、大连医科大学附属第一医院、人民广场、沈阳路                                         |
| 出口 · C |          | 西岗区大同小学、西岗区教育局、西岗区人大常委会、大连市中级人民法院                         |
| 出口 · D |          | 中山路、大连印象城、民政街、万达华府、珠江路                                               |

## 公交换乘
- - 4、12、15、16、22、23、406、520、522、531、533、901、935、旅游环路公交车（奥林匹克广场站）。
- - 11、22、23、24、43、406、505、515、517、531、701、707路公交车（人民广场站）。
- - 11、29、40、41、43、407、505、515、517、527、532、541、702、707、708、1022路公交车（长春路站）。
- - 4、11、15、16、19、29、40、41、303、407、515、517、522、527、533、541、702、707、1022、2002路公交车（奥林匹克广场/长春路/珠江路站）。